# Palicourea elata
Palicourea elata, sin. Psychotria Elata), biljna tropska vrsta iz porodice broćevki, koja je zbog neobičnog izgleda cvijeta nalik na našminkane ženske usne postala poznata pod nazivima kurvine usne, vruće usne i usne Micka Jeggera. Cvijet oblika usana javlja se prije njihovog potpunog otvaranja kad je biljka spremna za oprašivanje koje vrše kolibri i leptiri.
Raste po tropskim kišnim šumama Belizea, Kolumbije, Kostarike, Ekvadora, Gvatemale, Hondurasa, Jamajke, Meksika, Nikaragve i Paname.
Vrsta je nekada bila uključivana u nekoliko rodova (Callicocca, Cephaelis, Evea, Psychotria, Tapogomea i Uragoga), danas u rod Palicourea.

## Sinonimi
- Callicocca elata (Sw.) J.F.Gmel.
- Cephaelis costaricensis Schltdl.
- Cephaelis elata Sw.
- Cephaelis elata f. lutea Standl.
- Cephaelis phoenicia Donn.Sm.
- Cephaelis punicea Vahl
- Evea elata (Sw.) Standl.
- Psychotria elata (Sw.) Hammel
- Tapogomea elata (Sw.) Poir.
- Tapogomea punicea (Vahl) Poir.
- Uragoga elata (Sw.) Kuntze
- Uragoga punicea (Vahl) K.Schum.

- P. elata, Kostarika: provincija Puntarenas
- P. elata, Bosque del Paz, Kostarika

## Vanjske poveznice
- World of Flowering Plants, Psychotria elata